# Proteus (Mythologie)

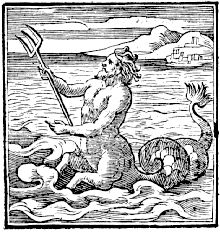
Eine von vielen Darstellungen des Proteus (hier: Jörg Breu; 16. Jahrhundert)

Proteus (altgriechisch Πρωτεύς Prōteús, deutsch ‚der Erste‘), der „Alte vom Meer“, ist ein früher Meeresgott der griechischen Mythologie. In manchen antiken Versionen ist er hingegen ein ägyptischer König.

## Antiker Mythos
Proteus ist ein Meeresgott, in Unterordnung zu Poseidon und manchmal als dessen Sohn beschrieben. Allerdings ist aus der ganzen antiken bildenden Kunst kein gesichertes Proteus-Bildnis erhalten. Proteus hütete Poseidons Robben und andere von dessen Meeresgeschöpfen. Er hat mehrere Wohnstätten, zu denen unter anderem auch die Inseln Karpathos und Pharos gehören.
Als „ein anthropomorphes Symbol des Meeres“ besitzt Proteus wie auch andere aquatische Gottheiten (Nereus, Glaukos, Phorkys) deren drei markante Kennzeichen: das würdige Greisenalter (ἅλιος γέρων hálios gérōn, deutsch ‚der Meeresalte‘), die Gabe prophetischen Wissens (Divination) sowie die sprichwörtlich gewordene Fähigkeit zur spontanen, polymorphen Gestaltverwandlung (Metamorphose).
Eine breite, alle spätere Rezeption beeinflussende Proteus-Darstellung gibt die Telemachie in Homers Odyssee. Dort lebte Proteus als ein weiser, alter und wandlungsfähiger Meeresgott auf der Insel Pharos als Robbenhüter, der jeden Mittag dem Meer entstieg, um seine Robbenherde zu kontrollieren. Er hatte die Gabe der Prophetie, war aber abgeneigt, sein Wissen zu offenbaren. Deshalb war es schwierig, ihm eine Prophezeiung zu entlocken. Er versuchte den Fragen zu entkommen, indem er verschiedene Gestalten annahm. Das machte ihn zu einem Meister der Verwandlung, der jede beliebige Gestalt annehmen konnte, selbst die des Wassers, des Feuers oder eines wilden Tieres. Um ihm eine Weissagung zu entlocken, musste man ihn überlisten. Menelaos näherte sich ihm während der Rückkehr von Troja auf den Rat von Proteus’ Tochter Eidothea hin in der Mittagszeit als Robbe. So konnte er den schlafenden Proteus überwinden, fesseln und nach dem richtigen Heimweg befragen. Um sich dem Zugriff des Menelaos und seiner Gefährten zu entziehen, verwandelt sich Proteus nacheinander in einen Löwen, eine Schlange, einen Leoparden, einen Eber, sogar in Wasser und in einen Baum und, als diese Fluchtversuche erfolglos waren, schließlich wieder in seine alte Gestalt.
Bei anderer Gelegenheit überraschte Apollons Sohn Aristaios ihn, als er zwischen seinen Robben lag, und ließ sich erklären, durch welches Vergehen er die Nymphen und Orpheus beleidigt hatte, die daraufhin seine Bienen hatten sterben lassen. Außerdem erfuhr er, wie er diese versöhnen konnte.
Für einen anderen Traditionsstrom steht Euripides. Er erwähnt in seinem Drama Helena Proteus als einen ehrbaren und rechtschaffenen König in Ägypten. Dort beschützt Proteus in Hermes’ Auftrag die schöne Helena während des Trojanischen Krieges, Paris hatte nämlich nur ein Trugbild nach Troja entführt. Laut Herodot brachte Paris selbst Helena nach Ägypten. Dort wurde er von Proteus fortgejagt und Helena später ihrem Mann wiedergegeben.

## Griechische Philosophie und Literatur
Platon hält im Rahmen seiner Mythenkritik die Berichte von den Verwandlungen des Proteus für lügenhafte Dichtererfindungen. Ende des 5. Jahrhunderts n. Chr. allerdings versuchte der Neuplatoniker Proklos dennoch, diese Wandlungsfähigkeit des Proteus unter Wahrung des platonischen Postulats der Unwandelbarkeit der Gottheit zu deuten.
Die Philosophie der Stoa und ihre allegorische Mythendeutung nutzte die Proteus-Gestalt und deren Verwandlungsfähigkeit zur Veranschaulichung der schöpferischen Veränderungen der Elemente im Kosmos (Kosmogonie). Sogar als persönlicher Urgott des Alls wird Proteus in den frühestens im 2. Jh. n. Chr. verfassten Orphischen Hymnen zelebriert, da die Natur alles in ihm veranlagt habe, wie es ja an seinen vielen Verwandlungen erkannt werden könne.
Lukian von Samosata treibt in seinem 4. „Meeresgöttergespräch“ (Dialogi Marini) („Menelaus und Proteus“) die Verwandlungsfähigkeit des Proteus in die ironische Spitze, indem er über den Meeresgott behauptet, dass er sowohl zu Wasser als auch zu Feuer werden könne. Eine eigenständige, immer wieder auf den mythischen Proteus rückspiegelnde Traditionslinie bildet die von Lukian geschaffene Gestalt des betrügerischen Wanderpredigers Peregrinus Proteus.

## Lateinische Literatur der paganen Antike
In der lateinischen Literatur wirkt besonders die Seherfunktion des Proteus attraktiv auf die Autoren. Vergil betont stärker als die bisherige Tradition die Allwissenheit des Proteus, wobei er auch beim homerischen Fesselungsmotiv anknüpft, wenn er Aristaios im Finale seiner Georgica den Meergott nach dem Tod seiner Bienen befragen lässt. Der Vergil-Verehrer Silius Italicus gibt Proteus das Epitheton praesagus ‚Weissager‘; die Berner Scholien zu Vergils Georgica (5. Jh. n. Chr.) betiteln Proteus sogar explizit als propheta. Eindringlich ist Vergils Schilderung von Proteus’ ekstatischen Regungen bei dessen Wahrsagung: Ad haec vates vi denique multa / ardentis oculos intorsit lumine glauco, / et graviter frendens sic fatis orare solvit ‚Darauf verdreht nun endlich, vom Krampfe, / furchtbar geschüttelt, der Seher die blitzblaubrennenden Augen / und dumpf knirschend löst er dem Spruch des Schicksals die Zunge‘. Unter Einbezug der vergilischen Vorgaben, aber mit dem Blick der römischen Liebeselegie interessiert sich Ovid besonders daran, dass Proteus mit seiner Sehergabe in gewitzter Weise Peleus bei der erotischen Eroberung der Thetis helfen kann.
In der Zeit Kaiser Augustus’ sammelte und verknüpfte Hyginus die mythologischen Erzähltraditionen zu Proteus in seinem Mythen-Handbuch Fabulae.
Horaz unterzieht die Proteusfigur einer deutlichen moralischen Beurteilung. Er lässt in der Schilderung einer drohenden kosmischen Katastrophe für die verdorbene Menschheit im Sinne eines Adynatons Proteus die Robben des Poseidon auf den Berg Athos führen. Proteus ist bei Horaz nicht nur mythologische Person, sondern auch sprichwörtlich gewordener Ausdruck für charakterliche Unbeständigkeit oder Gerissenheit und durchtriebene Verschlagenheit. Der antike Horaz-Kommentator Pomponius Porphyrio schreibt sogar ausdrücklich Vergil diese Wirkung der Popularisierung zu.
Silius Italicus schafft neue Lokalitäten des Proteus-Mythos, indem er den Meeresgott in seiner schwer zugänglichen Grotte auf Capri angesichts der herannahenden Schiffe der Punier die Zukunft Roms verkünden lässt.

## Rezeption in christlicher Antike und Mittelalter
Die Proteus-Rezeption im antiken Christentum startet erst einmal unter eindeutigen Vorbehalten. Clemens von Alexandria reiht Proteus nicht unter die Götter, sondern unter die daimones (Kleingottheiten) ein. Nach Gregor von Nazianz ist Satan für die Christen ein Proteus, Proteus selbst ein blankes Fabelwesen. Ein unzuverlässiger Freund verschwindet wie Proteus, meint Sidonius Apollinaris. Christliche Schriftsteller der frühen Kirche greifen diesen bei Vergil und Horaz angelegten Aspekt auf, so Hieronymus und Augustinus. Diese Redeweise wird ins Mittelalter weitergeführt, wie Thomas von Cantimpré und Johannes von Salisbury belegen.
Eine neutralere Sicht der Verwandlungsfähigkeit des Proteus findet man bei Claudian. In dessen Kleinepos De raptu Proserpinae (Raub der Proserpina) wird Proteus von Jupiter befohlen, zu einer himmlischen Götterversammlung zu erscheinen, verbunden mit der Erwartung, dass er seine Gestalt beibehalten werde.
Die fortschreitende christliche Mythenallegorese bot aber auch Möglichkeiten ausdrücklich positiver Bezugnahme auf die Proteusfigur. So deutete Theodulf von Orléans, einer der Berater Karls des Großen, in seinem Gedicht De libris, quos legere solebam, et qualiter fabulae poetarum a philosophis mystice pertractentur ‚Gedicht über die Bücher, die ich gewöhnlich lese, und wie die Mythen der Dichter von den Philosophen mystisch interpretiert werden sollen‘ Herkules z. B. als Bild der Tugend, Proteus wegen seiner Sehergabe sogar als Bild des Wahren (v.23f.: Sic Proteus verum… repingit, / virtutem Alcides).
In den Carmina Burana überwiegen ganz die Negativkonnotationen der Proteusfigur. Als Antitypus zu Christus figuriert Proteus in dem anonymen, in der 2. Hälfte des 12. Jh. verfassten CB 15,5,1: „Leichtsinn ist wandelbar wie der unsympathische Proteus der paganen Mythologie; der Beständige ähnelt Christus, der von sich sagt: ‚Ich bin das A und das O‘“. Das CB 130,6,11 (= 131a,3,11), das um 1198 vermutlich von Philipp dem Kanzler verfasst worden ist, schreibt Proteus tausendfachen Gestaltwechsel zu (variat mille colores). Das Reich des Proteus (ubi Proteus regnat), das sind der Egoismus und die verlogene, unzuverlässige Freundlichkeit an einem weltlichen Hof, so prangert das um 1200 im angelsächsischen Bereich zu lokalisierende CB 187,1,11 an. Die vor 1200 entstandene, sicher von Philipp dem Kanzler verfasste Kritik der römischen Kurie setzt die Kurialen mit „Proteusfiguren im Halten von Versprechen“ (in promissis Protei) gleich (CB 189,3b,9).

## Rezeption in Renaissance und Neuzeit
Beispiele für die Rezeptionsgeschichte der Proteus-Figur in der Literatur der Renaissance und Neuzeit sind aufgrund der intensiven Neubeschäftigung mit antik-paganen Mythen überaus zahlreich und vielfältig.
Giovanni Pico della Mirandola erhebt Proteus in seiner Oratio de dignitate hominis (Rede über die Würde des Menschen; Endfassung 1486) zu einer seiner Ikonen für seine Anthropologie, nach der der Mensch nicht etwa einer externen platonischen Idee zu entsprechen hätte, sondern – wie schon der Kirchenschriftsteller Origenes ausführte – sich selbst auf Grundlage seines Willens frei entwirft.
Michael Marullus spielt humorvoll auf die schier unbegrenzte Wandlungsfähigkeit des Proteus an, die aber nie ausreichen werde, damit ein liebeswerbender Mann den Wünschen einer Frau zu entsprechen vermag.
Einen weiteren Popularitätsdurchbruch erlebt die Proteus-Gestalt durch die europaweit gelesenen Dichtungen Jacopo Sannazaros. Im Laufe des literarischen Schaffens Sannazaros entwickelt sich Proteus zu einer gewissen Lieblingsfigur, wobei Sannazaro die moralisch bedenklichen Züge an Proteus fallen lässt und dafür die Wahrheitsfähigkeit und Zuverlässigkeit seiner Weissagungen stark in den Vordergrund rückt. In Rime I,11 tritt er als Prophet auf. Bereits in den Arcadia (6 ecl., 52-54) figuriert Proteus als Meister vielfacher Tierverwandlungen. In Sannazaros Fischereklogen (eclogae piscatoriae), die innovativ auf die europäische Hirtendichtung einwirkten, erhält Proteus die Rolle des Trösters seiner Mutter, der Seegöttin Thetis, die wie er über den Verlust Achills trauert. Er übernimmt auch die Rolle eines hilfreichen Boten für die Seenymphe Hyala auf Ischia. In der mit „Proteus“ betitelten 4. Fischerekloge (ecloga piscatoria), die stark an Vergils Ekloge 6 angelehnt ist, hören zwei aus Capri nach Neapel zurückgekehrten Fischern Gesängen des von tummelnden Delphinen und Tritonen umgebenen Meeresgottes zu. Darin erklärt er die legendäre geschichtliche Herkunft der um den Golf von Neapel gelegenen Hauptorte (insbesondere Baiae, Cumae, Neapel, Pompei). Noch spektakulärer lässt Sannazaro Proteus in seinem Hauptwerk De partu Virginis (Über die Geburt der Jungfrau) auftreten. Innerhalb einer Rede des Flussgottes Jordan berichtet dieser von der Prophetie des Proteus, in der das Verschwinden der Krankheiten in messianischer Zeit, die Geburt des Herrn und dessen spätere Wundertaten angekündigt werden. In einem ausführlichen methodenreflexiv-poetologischen Brief an Antonio Seripando vom 13. April 1521 legt Sannazaro Gründe für seine Verwendung der Proteusfigur dar: temperare la fictione poetica et ornare le cose sacre con le profane ‚die dichterische Fiktion zu lenken und das Heilige mit dem Profanen zu schmücken‘. Allerdings nimmt Erasmus von Rotterdam bei seiner Sannazaro-Kritik ausdrücklich ablehnend auf diese Proteus-Adaption Bezug: non apte Proteum inducit de Christo vaticinantem ‚unangemessen führt er Proteus ein, der über Christus prophezeit‘
Die durch Sannazaro verstärkte Neubewertung der Proteusgestalt in der Hochrenaissance findet nun Niederschlag in vielfältigen Motivaufnahmen in diversen Kultursparten. So bezeugt Andrea Alciatos Buch Emblematum liber (1531) die Proteus-Rezeption in der Emblematik. Jacob Cats betitelt seine Emblemsammlung Silenus Alcibiadis, sive Proteus (1618).

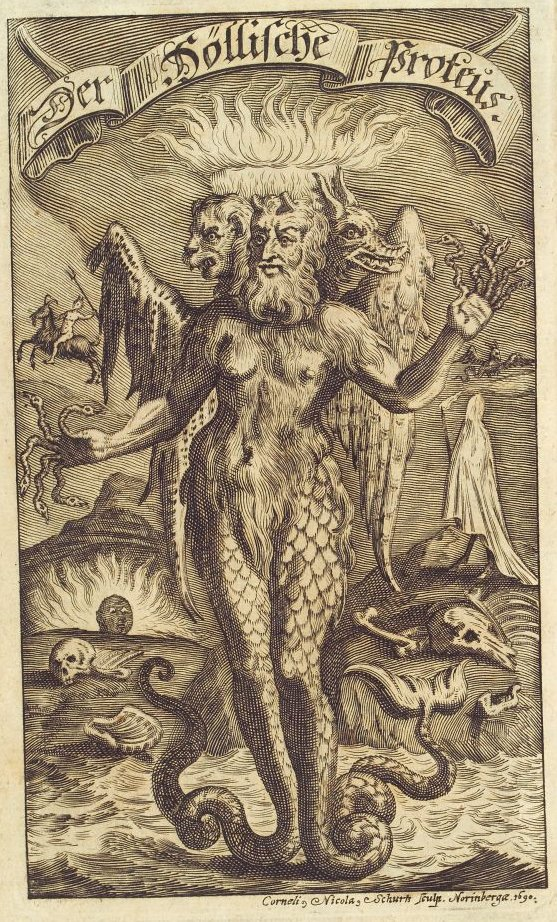
Der Höllische Proteus (Illustration des Buches Der Höllische Proteus […] von Erasmus Francisci)

Basierend auf den mythologischen Handbüchern der Antike, der Renaissance und des Barocks stellt 1724 Benjamin Hederichs Gründliches mythologisches Lexikon, das von Goethe und Schiller benutzt worden ist, sehr detailliert die stark auseinanderlaufenden antiken mythographischen Berichte über Proteus zusammen. Der Eintrag in Zedlers Universal-Lexikon (Bd. 29, 1741, Sp. 969f.) schreibt den Hederich-Artikel nur aus. 1834 widmet Christian Friedrich Hebbel Proteus unter diesem Titel ein Gedicht mit 9 Versen.
Nur schwer zu überschauen und noch vieler Einzelauswertungen bedürftig ist das weitere Fortleben der Proteusgestalt in der neuzeitlichen Kunst und Literatur, auch in der Alchemie, zumal die Rezeptionsdokumente sich immer stärker nationalsprachlich ausdifferenzieren.
Dramaturgische Darstellungen sind Bühnenstücke unterschiedlicher Ausrichtung, so der Schwank Proteus der Meergott, ein Fürbild der Wahrheit (1557) von Hans Sachs, die Satire Les Amours de Protée (1729) von A.-R. Lesage. Proteus spielt eine entscheidende Rolle für das Schicksal des Homunkulus am Schluss des zweiten Aktes (ab Vers 8225) von Goethes Faust II (1832). Auch in einer frühen Fassung von Georg Büchners Dramenfragment Woyzeck wird Proteus erwähnt (Kombinierte Werkfassung, Poschmann, Szene 11). Hinzu kommen die Stücke Proteus (1864) von O. Marbach, Protée (1927; Musik von D. Milhaud) von Paul Claudel und Idothea (1941) von H. Leip.
Proteus als Protagonist in musikalischen Werken kommt zum Zuge in G. B. Buononcinis Oper Proteo sul reno (1703; Text von P. A. Bernadoni) sowie in der Oper As variedades de Proteo (1737) des A. J. da Silva. Der Komponist Thomas Müller schuf 1985 das Werk Proteus (UA 1985, Leipziger Consort) und eine zweite Version (UA 2000, Ensemble Sortisatio).
Epische Dichtung der Neuzeit nimmt sich des Meergottes im Proteus (1888) von St. Brooke an. Der argentinische Dichter Jorge Luis Borges widmet ein Sonett seiner Gedichtsammlung La rosa profunda (1975) Proteus.
In der Literatur des deutschen Sprachraums gewinnt Proteus monographischen Rang bei Erasmus Francisci, Der höllische Proteus (1695; s. Abb.), ebenso in Wilhelm Raabes Erzählung Vom alten Proteus. In Uwe Timms Roman Johannisnacht gibt es einen motivische Bezüge auf Proteus; das achte Kapitel lautet: „Proteus steigt aus dem Meer“. James Joyce benannte das dritte Kapitel seines Romans Ulysses nach der griechischen Gottheit.